# Costante Longhi
Costante Longhi (Milano, 8 agosto 1898 – ...) è stato un calciatore italiano, di ruolo centrocampista.

## Carriera
Cresce calcisticamente nel Saronno.
Disputa le stagioni 1920-1921 e 1921-1922 con il Brescia la prima in Prima Categoria e la seconda in Prima Divisione.
L'esordio con le rondinelle avviene il 24 ottobre 1920 nella partita Brescia-Libertas 1-1.
Gioca la stagione 1922-1923 con l'Inter, disputando l'11 marzo 1923 la partita Inter-Pro Vercelli (1-5).

## Statistiche

### Presenze e reti nei club
| Stagione        | Club            | Campionato      | Campionato | Campionato |
| Stagione        | Club            | Comp            | Pres       | Reti       |
| --------------- | --------------- | --------------- | ---------- | ---------- |
| 1920-1922       | Brescia         | Prima Categoria | 8          | 0          |
| 1922-1923       | Inter           | Prima Divisione | 1          | 0          |
| Totale Brescia  | Totale Brescia  |                 | 8          | 0          |
| Totale Inter    | Totale Inter    |                 | 1          | 0          |
| Totale carriera | Totale carriera |                 | 9          | 0          |